# Хиларди, Хуан Игнасио
Хуа́н Игна́сио Хила́рди (исп. Juan Ignacio Gilardi, 14 ноября 1981, Сан-Фернандо, Аргентина) — аргентинский хоккеист (хоккей на траве), защитник. Чемпион летних Олимпийских игр 2016 года, бронзовый призёр чемпионата мира 2014 года, двукратный чемпион Америки 2013 и 2017 годов, бронзовый призёр чемпионата Америки 2009 года, чемпион Панамериканских игр 2015 года, серебряный призёр Панамериканских игр 2007 года, чемпион Южноамериканских игр 2014 года.

## Биография
Хуан Игнасио Хиларди родился 14 ноября 1981 года в аргентинском городе Сан-Фернандо в провинции Буэнос-Айрес.
Играл в хоккей на траве за «Сан-Фернандо».
В 2001 году в составе юниорской сборной Аргентины стал серебряным призёром чемпионата мира в Хобарте.
В 2007-2018 годах выступал за сборную Аргентины, провёл 174 матча.
В 2007 году завоевал серебряную медаль хоккейного турнира Панамериканских игр в Рио-де-Жанейро, в 2015 году стал серебряным призёром.
В 2008 году стал бронзовым призёром Трофея чемпионов.
В 2014 году завоевал бронзовую медаль чемпионата мира в Гааге.
В том же году стал чемпионом Южноамериканских игр в Сантьяго.
В 2016 году вошёл в состав сборной Аргентины по хоккею на траве на летних Олимпийских играх в Рио-де-Жанейро и завоевал золотую медаль. Играл на позиции защитника, провёл 8 матчей, забил 1 мяч в ворота сборной Испании.
В сезоне-2016/2017 завоевал серебряную медаль Мировой лиги.
В 2013 и 2017 годах выигрывал золотые медали чемпионата Америки, в 2009 году стал бронзовым призёром.
В 2018 году завершил игровую карьеру, после того как главный тренер сборной Аргентины Эрман Ороско заявил, что не будет вызывать его в национальную команду в следующем сезоне.